# ラトビア国鉄
ラトビア国鉄（ラトビア語: Latvijas dzelzceļš、略称: LDz）はラトビア国有の鉄道会社である。1,933.8kmの広軌路線および33.4kmの特殊狭軌路線を有し、従業員数は12,400人以上である。

## 国内列車

路線図（細い灰色の線は廃線区間）

旅客輸送はラトビア鉄道が筆頭株主であるパッサジエル・ヴィリシエン社（ラトビア語: Pasažieru vilciens、ブランド名：Vivi_(鉄道)）が運行している。以下の線区で旅客列車が運行されている。
- リガ - トルニャカルンス - トゥクムス
- リガ - イェルガヴァ
- イェルガヴァ - リエパーヤ
- リガ - ダウガフピルス
- イェーカブピルス - レーゼクネ - ズィルペ
- リガ - スィグルダ - ツェーシス - ヴァルミエラ - ヴァルガ（→エストニア方面）
- リガ - ゼミタニ - スクルテ
- プリャヴィニャス - グルベネ

## 国際列車
ラトビア・エクスプレス社によって運行されている。
- リガ - ズィルペ - モスクワ：夜行、毎日運行
- リガ - ズィルペ - サンクトペテルブルク：夜行、毎日運行
- リガ - ダウガフピルス - ミンスク：夜行、2日に1便運行

## 車両

### ディーゼル機関車
- 貨物用
  - M62型：33両
  - 2M62型：40両
  - 2M62U型：30両
  - 2TE10M型：10両
  - 2TE10U型：14両
- 旅客用
  - TEP70型：15両

### 電車
- ER2型：32編成
- ER2T型：6編成
- ER2M型：1編成

### 気動車
- DR1A型：31編成
- DR1AM型：10編成
- AR2型（レールカー）：1編成